# Pablo Yanguas Bermejo
Pablo Yanguas Bermejo (Cintruénigo, Navarra, 21 de gener de 1886-Alfaro La Rioja, 13 d'agost de 1936) va ser un polític navarrès fundador del Partit Republicà Democràtic Federal en Navarra. Va ser candidat a l'alcaldia de Cintruenigo en les eleccions de 1936.
De professió llaurador, estava casat amb Francisca Chivite amb qui va tenir quatre fills; Lucio, Julia, Natividad i María Paz.
Va ser assassinat a Alfaro al costat de 12 persones més el 13 d'agost de 1936, ja com a membre d'Izquierda Republicana, sent una de les Víctimes de la Guerra Civil a Navarra.